# Lonchophylla bokermanni
Lonchophylla bokermanni (Sazima, Vizotto, & Taddei, 1978) è un pipistrello della famiglia dei Fillostomidi endemico del Brasile.

## Descrizione

### Dimensioni
Pipistrello di piccole dimensioni, con la lunghezza della testa e del corpo tra 60,5 e 63,5 mm, la lunghezza dell'avambraccio tra 40 e 41,3 mm e la lunghezza del piede tra 8 e 9 mm.

### Aspetto
La pelliccia si estende fino alla metà dell'avambraccio. Le parti dorsali variano dal bruno-giallastro al castano scuro con la base dei peli più chiara, mentre le parti ventrali sono grigio-giallastre o bruno-grigiastre scure. Il muso è lungo, con il labbro inferiore attraversato da un profondo solco longitudinale contornato da due cuscinetti carnosi e che si estende ben oltre quello superiore. La foglia nasale è lanceolata, ben sviluppata e con la porzione anteriore saldata al labbro superiore. Le orecchie sono corte, triangolari con l'estremità arrotondata e ben separate tra loro. Le ali sono attaccate posteriormente sulle caviglie. La coda è corta e fuoriesce con l'estremità dalla superficie dorsale dell'uropatagio. Il calcar è più corto del piede.

## Biologia

### Comportamento
Si rifugia in piccoli gruppi da 2 a 5 individui all'interno di grotte poco profonde o edifici abbandonati.

### Alimentazione
Si nutre di nettare e polline in particolare di Bauhinia rufa e talvolta di alcuni insetti come le formiche. È un importante impollinatore.

## Distribuzione e habitat
Questa specie è conosciuta soltanto in due località dello stato brasiliano sud-orientale di Minas Gerais. Gli individui catturati nello stato di Bahia precedentemente assegnati a questa specie sono stati recentemente riconosciuti come appartenere a Xeronycteris vieirai.
Vive nel cerrado fino a 1.250 metri di altitudine.

## Conservazione
La IUCN Red List, considerato che ci sono poche informazioni circa l'effettiva distribuzione e che il suo habitat è seriamente minacciato e frammentato, classifica L.bokermanni come specie con dati insufficienti (DD).